# إديث أوليفييه
إديث أوليفييه (بالإنجليزية: Edith Olivier)‏ (31 ديسمبر 1872 - 10 مايو 1948 ) روائية، وكاتبة سير من المملكة المتحدة.

## الجوائز
- عضو رتبة الإمبراطورية البريطانية